# American Club Sports
American Club Sports, intitolato Clubhouse Sports (copertina) o Club House Sports (video) nell'edizione americana, è un videogioco sportivo multievento pubblicato nel tardo 1988 per Commodore 64 dalla Mindscape. Comprende diversi giochi da "club", come biliardo e calciobalilla.
Venne sviluppato dal produttore californiano DesignStar Consultants Inc. e presentato con il marchio SportTime, che fu usato per diversi titoli sportivi, tra cui altri due multievento: il precedente Indoor Sports di genere simile e il successivo International Team Sports.

## Modalità di gioco
Sono disponibili sei discipline, caricabili indipendentemente l’una dall’altra, ma è disponibile un tabellone complessivo che riassume i punteggi di tutte.
Possono partecipare fino a quattro giocatori umani e ogni disciplina può essere giocata contro un avversario alla volta, computer o umano, in simultanea o a turni a seconda dei casi. Alcune discipline permettono anche il gioco senza alcun avversario.
Ogni disciplina ha un proprio menù iniziale, controllato con un puntatore, da cui si possono impostare diverse opzioni, tra cui anche parametri della fisica del gioco, come l'attrito del ripiano. 
La visuale di gioco è sempre in prima persona, spesso con effetti di tridimensionalità, ma da una prospettiva fissa. I giochi con un ripiano sono inquadrati da uno dei lati corti del tavolo.
Le sei discipline sono le seguenti.
- Calciobalilla: ogni contendente dispone di tre sbarre con sei calciatori in tutto. Si controlla automaticamente la sbarra più vicina alla pallina. Si possono abbassare i calciatori della sbarra controllata o farli calciare, mentre quelli delle altre sbarre stanno sempre sollevati.
- Biliardo: si può ulteriormente scegliere tra due discipline, entrambe specialità a tre palle. Ogni contendente controlla una palla e regola la direzione dei tiri ruotando una linea che parte dalla palla, poi può regolare forza ed eventuale effetto. Il biliardo inglese è con buche, e si fanno punti imbucando una palla o colpendo entrambe le altre due palle. La carambola è senza buche, e si fanno punti colpendo con varie modalità le altre palle[4].
- Flipper: un tipico flipper in 3D con due alette, inclinazione impostabile e la possibilità di scuoterlo rischiando di mandarlo in tilt.
- Skeeball: un gioco da luna park in cui si lanciano palle su una rampa in salita, al termine della quale la palla vola e deve centrare dei cerchi concentrici. Quelli al centro valgono più punti. Si usa un mirino e la difficoltà è rappresentata dal fatto che più lo si avvicina al centro, più bisogna contrastare una spinta che tende ad allontanarlo[3]. Si gioca a tempo o a numero di lanci. Ci sono due rampe affiancate e i contendenti possono giocare in simultanea.
- Tiro a segno: altro gioco da luna park, dove quattro file di bersagli a forma di animali scorrono in orizzontale e bisogna colpirli con un fucile. Si utilizza un mirino che tende a scendere verso il basso quando non viene spinto verso l'alto. Si può giocare a tempo o a numero di colpi, nel secondo caso si ha un mirino più grande[5] e ogni colpo va sparato entro tre secondi. I due contendenti agiscono in simultanea quando si gioca a tempo.
- Crazy Pool: una specie di bagatelle, dove da soli bisogna imbucare sette palle colorate servendosi di quella bianca, oppure in due bisogna imbucare le palle dell'altro. Il tiro è controllato con un sistema analogo a quello dell'evento di biliardo. Le buche sono disposte al centro del tavolo e sono circondate da ostacoli infissi nel ripiano. Sono disponibili diverse conformazioni del tavolo e un construction set per creare i propri tavoli.

## Accoglienza
I giudizi della critica su American Club Sports furono di solito medi, mai molto entusiasti.
La rivista Zzap! trovò discreto il gioco, ma fastidiosi i caricamenti multipli, specialmente nella versione su cassetta, alla quale diede un voto complessivo del 63%.
RUN fu tra le più positive con un voto di B- (nella scala americana).
La tedesca Aktueller Software Markt fu molto negativa su tutti i fronti.
Radio Elettronica & Computer ritenne elevata la giocabilità, grazie anche alla variabilità delle impostazioni, ma criticava la grafica elementare e il realismo approssimativo dei movimenti di palle o proiettili.
Zzap!64 si lamentò anch'essa dei caricamenti multipli. Trovava gli eventi datati, ma giocabili, e dava un voto complessivo del 62%.
Commodore User trovava gli eventi piuttosto giocabili, ma destinati a diventare presto monotoni, e il suo voto è del 55%.
Ahoy trovava le visuali in prima persona realistiche, ma non sempre ottimali all'atto pratico, ad esempio nel caso del flipper che sarebbe stato più spazioso e giocabile con la tradizionale vista dall'alto. Considerava l'evento migliore il calciobalilla, seguito da skeeball. Consigliava il programma, ma senza troppe lodi, preferendogli Indoor Sports.